# عثة فاتلة
العُثّة الفاتلة هي جنس من العث ينتمي إلى فصيلة الفراشيات الفتالة.